# Hanbin
Ngô Ngoc Hung (Yên Bái, 19 de enero de 1998), más conocido por su nombre artístico Hanbin (Hangul: 한빈), es un bailarín y cantante vietnamita. Es miembro del grupo Tempest, bajo la compañía Yuehua Entertainment.

## Biografía
Hanbin nació el 19 de enero de 1998 en Yen Bai, Vietnam. 
Estudió marketing en la Facultad Internacional de la Universidad de Comercio de Hanói. 

## Carrera
Es miembro de la agencia Yuehua Entertainment. Hanbin era bailarín de covers de K-pop en Vietnam, bajo el nombre artístico de Hung Bin. Es el fundador y exlíder del grupo de danza cover "C.A.C" en Hanói, conformado por estudiantes de danza de la Universidad de Comercio de Hanói.

### 2019-2021: I-Land e integración a Yuehua Entertainment
El 26 de junio de 2020, se unió al programa de competencia de HYBE y Mnet: I-LAND, donde fue eliminado en las semifinales, quedando en el décimo lugar.
El 9 de diciembre del mismo año, Belift confirmó la participación de Hanbin en el concierto en línea "2021 New Year's Eve Live" organizado por Hybe, donde participaron importantes y populares artistas como BTS, GFriend, TXT, así como NU'EST, el nuevo grupo Enhypen (formado por los ganadores del programa I-LAND), entre otros. Hanbin fue quien abrió el concierto y gracias a esta oportunidad pudo ser más reconocido y alagado por su talento, a pesar de aún no haber debutado. Abandonó Belift y se integró a Yuehua Entertainment.

### 2022-presente: Debut en TEMPEST
El 3 de enero del 2022, Hanbin fue anunciado como el quinto integrante oficial del nuevo boygroup de Yuehua, Tempest.

## Filmografía

### Apariciones en programas
| Año  | Programa                   | Notas                     |
| ---- | -------------------------- | ------------------------- |
| 2020 | I-LAND                     | (ep. #1-12) - concursante |
| 2020 | I-LAND: Special            | 1 episodio                |
| 2020 | BELIFT LAB - Training Camp | 1 episodio                |